# 1943 na Alemanha
Esta é uma cronologia dos fatos acontecimentos de ano 1943 na Alemanha.

## Eventos
- 21 de março: Coronel alemão Rudolf-Christoph Freiherr von Gersdorff tenta matar Adolf Hitler durante uma exposição em Berlim.
- 10 de setembro: Tropas alemãs ocupam a capital da Itália, Roma.
- 12 de setembro: Um comando especial alemão resgata Benito Mussolini de prisão.
- 26 de dezembro: O couraçado alemão Scharnhorst é afundado no Mar de Barents.